# Dedinka
Dedinka este o comună slovacă, aflată în districtul Nové Zámky din regiunea Nitra, pe malul râului Q12764427⁠(d). Localitatea se află la altitudinea de 170 m deasupra n.m., se întinde pe o suprafață de 18,52 km2 și în 2017 număra 707 locuitori.

## Istoric
Localitatea Dedinka este atestată documentar din 1227.

## Demografie
| An:                | 1994 | 2004   | 2014    | 2024    |
| ------------------ | ---- | ------ | ------- | ------- |
| Număr de persoane: | 889  | 832    | 735     | 632     |
| Diferență:         |      | −6,41% | −11,65% | −14,01% |

| An:                | 2023 | 2024   |
| ------------------ | ---- | ------ |
| Număr de persoane: | 647  | 632    |
| Diferență:         |      | −2,31% |